# Утта (город)
У́тта — город в муниципалитете Сель провинции Иннландет в Норвегии. Население города составляет 2283 чел. (2021).

## География
Город расположен у слияния рек Отта и Гудбрандсдалслоген. Город пересекает Европейский маршрут E6, а также железнодорожная линия Довребанен. К северо-востоку от города находятся горы Рондане, которые в 1962 году стали частью национального парка Рондане, первого в истории Норвегии национального парка.

## История
Утта была основана как фермерский район под названием Аомот, которое обозначает «напротив реки». С 1600-х по 1800-е годы в нескольких километров от города находились рудники по добыче золота и меди. В 1612 году в районе Утты произошла битва при Крингене. В 1896 году в этом районе построили железнодорожную станцию Отта. 28 апреля 1940 года в районе Утты происходили ожесточённые бои между Германией и британскими войсками. В 2000 году Утте присвоили статус города.

## Достопримечательности
Недалеко от Утты находятся национальные парки Рондане и Ютунхеймен, и Утта часто используется как база для однодневных туристических походов. В городе установлен памятник битве при Крингене в 1612 году, а также находится бункер Милорг.